# Aburina nigripalpis
Aburina nigripalpis är en fjärilsart som beskrevs av George Francis Hampson 1897. Aburina nigripalpis ingår i släktet Aburina och familjen nattflyn. Inga underarter finns listade i Catalogue of Life.